# فابیوس (ویرجینیای غربی)
فابیوس (به انگلیسی: Fabius) یک منطقهٔ مسکونی در ایالات متحده آمریکا است که در شهرستان هاردی، ویرجینیای غربی واقع شده‌است. فابیوس ۶۳۷٫۹۵ متر بالاتر از سطح دریا واقع شده‌است.